# Chov lva perského v Zoo Praha
Čistokrevné lvy indické (perské) chová Zoo Praha od roku 2004 (předtím chovala lva afrického), kdy se připojila k Evropskému záchovnému programu (EEP). Nejprve zde žili dva bratři z Polska, Parys a Max, a samice Kala z Británie. Později se zde vystřídaly ještě tři další samice, vše bez potomků.
V závěru roku 2015 se podařilo získat po dlouhých diplomatických jednáních lvy indické přímo z Indie, což je pro evropský chov velmi cenné. Evropská populace totiž byla tímto obohacena po dvou desítkách let. Dvě samice (Ginni, Suchi) a samec (Jamvan) byli získáni z indického státu Gudžarát, konkrétně ze Sakkarbaug Zoo, která v době příchodu trojice lvů do Prahy chovala 56 příslušníků tohoto poddruhu, nejvíce na světě.
Lvi dovezeni Gudžarátu:
- Jamvan (narozen 5. dubna 2012 v Rampaza Genepool Centre, Indie)
- Ginni (narozena 20. května 2012 v Zoo Sakkarbaug, Indie) – 2. 1. 2019 podstoupila umělou inseminaci (spermatem samce Jamvana)[4]
- Suchi (narozena 3. května 2010 v Zoo Sakkarbaug, Indie)[5]

Jelikož se zatím v Ostravě ani Praze nepodařilo odchovat mláďata, došlo v listopadu 2017 k dočasnému přesunu ostravského samce Sohana do Zoo Praha. V zimních měsících probíhalo páření s oběma pražskými samicemi. Během roku 2018 proběhlo testování březosti u obou samic a bylo zjištěno, že Suchi je pro rozmnožování ztracená a pro Ginni je nejlepší umělé oplodnění (proběhlo za pomoci samce Sohana i za pomoci spermatu ze samce Jamvana na počátku roku 2019).
Do počátku dubna 2019 byl samec Sohan (narozen 2003) krátkodobě zapůjčen ze Zoo Ostrava. V Zoo Praha pobýval od konce roku 2017 do 3. 4. 2019, kdy byl převezen zpět do Ostravy. Samice Ginni porodila 23. 4. 2019 mrtvé mládě.
Od roku roku 2021 zde žil také samec Basil (zapůjčený ze Zoo Budapešť). V roce 2022 se ale vrátil do Zoo Budapešť.
Na podzim roku 2023 byla Ginni převezena do Zoo Budapešť za samcem Basilem, se kterým se už setkala v Praze.
V Zoo Praha teď žijí dva lvi: samec Jamvan a samice Suchi.
Zvířata obývají Pavilon šelem a plazů v dolní části zoo.